# Amiga 1000
Amiga 1000 je prvo 16 bitno računalo tvrtke Commodore.
Pušten u prodaju tijekom 1985., ovaj prvi model kraj proizvodnje doživljava već 1987. procesor koji pokreće ovo računalo je Motorola 68000. Samo 256 KB RAM memorije s praktički nepostojećim ROM-om koji se morao učitavati s diskete rezultiralo je minimalnom količinom slobodne memorije za pokretanje programa. Kao i sva buduća računala Amiga, u originalnom pakiranju dolazi s tipkovnicom, disketnim pogonom i mišem.
Tehnologiju prvi put korištenu kod ovog računala, Commodore će koristiti za stvaranje dva nova modela Amige. Prvi će biti Amiga 500, model za masovnu upotrebu, a drugi, Amiga 2000, postaje pravi nasljednik ovog računala, jer je od njega preuzet najveći dio matične ploče.